# Amparo Marco Gual
Amparo Marco Gual (Castelló de la Plana, 8 de febrer 1968) és una economista i política valenciana, alcaldessa de Castelló de la Plana (2015-2019), diputada a les Corts Valencianes en la VI i VII legislatures i senadora al Senat espanyol en XV legislatura.

## Biografia
Militant del Partit Socialista del País Valencià (PSPV-PSOE), va ser secretària d'indústria, comerç i comerç de l'Executiva Nacional entre 2004 i 2007, amb Joan Ignasi Pla com a secretari general. Ha estat escollida diputada per la província de Castelló a les eleccions a les Corts Valencianes de 2003 i 2007 on va actuar com a portantveu d'Industria, Comerç i Turisme (2003-2004), d'Empresa, Universitat i Ciència (2004-2007), Noves Tecnologies i Societat de la Informació (2003-2007) i Industria, Comerç i Innovació (2007-2011).
A les eleccions municipals de 2011 va formar part de la candidatura local del PSPV a Castelló de la Plana liderada per Juan María Calles que no aconseguí arribar al govern de la ciutat. Marco va ser triada també diputada provincial a la Diputació de Castelló i va disputar amb Calles el lideratge del PSPV local. Finalment va ser la candidata socialista a l'alcaldia de Castelló de la Plana a les eleccions de 2015 trencant un període de 24 anys de governs del Partit Popular. Amparo Marco va ser triada alcaldessa amb el suport del seu partit i de Compromís i Unides Podem-Castelló en Moviment. Va revalidar l'alcaldia el 2019, també en coalició amb Compromís i Unides Podem, no així a les eleccions de 2023 on el PP de Begonya Carrasco va tornar al govern municipal. Marco no va recollir l'acta de regidora.
Amparo Marco va aconseguir l'acta de senadora per Castelló al Senat espanyol a les eleccions generals espanyoles de 2023, celebrades dos mesos després de les eleccions municipals.